# Zília
A Zília olasz eredetű név, ott c-vel ejtik. Az olasz Zilio férfinév női párja, ez pedig a görög Egidio (magyarul Egyed) férfinév beceneve.

## Gyakorisága
Az 1990-es években szórványos név, a 2000-es években nem szerepel a 100 leggyakoribb női név között.

## Névnapok
- június 3.[2]
- szeptember 16.[2]

## Híres Zíliák
- Zilia Duca, nemes olasz hölgy (Heltai Jenő: A néma levente című drámájából) Zilia két monológja